# Изабел Каро
Изабел Каро (на френски: Isabelle Caro) е френски модел и актриса.
Каро страда от остра форма на анорексия нервоза от тринадесетгодишна, причинена, по думите ѝ, от нейното трудно детство. Изабел Каро се превръща в символ на последствията от хранителните разстройства през 2007 г., когато се снима гола в кампания срещу анорексията („No Anoressia“), предизвикала полемика в различни среди.
По време на снимките тя тежи приблизително 31 kg при височина от 1,65 m. Фотограф на шокиращите кадри е Оливиеро Тоскани, световноизвестен италиански фотограф, автор на много предизвикателни рекламни кампании за италианската марка Бенетон.
Каро умира на 17 ноември 2010 г. във Франция, след като прекарва около две седмици в болница с остро респираторно заболяване. Причината за смъртта ѝ е неизвестна.